# Landeskommando Hamburg
Das Landeskommando Hamburg (LKdo HH) ist seit 2007 die oberste territoriale Kommandobehörde der Bundeswehr in der Freien und Hansestadt Hamburg.

## Unterstellung
Es ist dem Operativen Führungskommando der Bundeswehr in Berlin unterstellt und primärer Ansprechpartner für den Senat der Freien und Hansestadt Hamburg im Rahmen der Zivil-Militärischen Zusammenarbeit. Bis Januar 2013 war es dem Wehrbereichskommando I „Küste“, von Februar 2013 bis September 2022 dem Kommando Territoriale Aufgaben der Bundeswehr und von Oktober 2022 bis März 2025 dem Territorialen Führungskommando der Bundeswehr unterstellt. Die fachliche Ausbildung des Personals erfolgt weitgehend über das Kommando Zivil-Militärische Zusammenarbeit (KdoZMZBw).

## Auftrag
Das Kommando mit Sitz in der Reichspräsident-Ebert-Kaserne in Hamburg-Iserbrook hat folgende Aufträge:
- Das Landeskommando setzt den Operationsplan Deutschland für das Bundesland Hamburg um.
- Das Landeskommando verfügt als einziges seiner Art über keine Kreisverbindungskommandos, sondern arbeitet direkt dem Senat zu, so dass die sonst hierfür benötigten Reservisten anderweitig verwendet werden können.
- Der Kommandeur des Landeskommandos ist der erste militärische Berater im Bundesland.
- Das Landeskommando Hamburg fasst Unterstützungsanforderungen zusammen, bewertet diese und legt sie aufbereitet dem Operativen Führungskommando der Bundeswehr vor.
- Es bereitet die Aufnahme und den Einsatz der Bundeswehrkräfte in Abstimmung mit dem verantwortlichen zivilen Katastrophenschutzstab vor und koordiniert deren Einsatz nach den Vorgaben und Prioritäten der zivilen Seite und verfügt so über ein militärisches Lagebild der eingesetzten und noch verfügbaren Bundeswehrkräfte.
- Koordination von Host Nation Support, gemäß NATO-Truppenstatut in der Hansestadt. Ein regelmäßiger Schwerpunkt ist hierbei der Hamburger Hafengeburtstag.
- Koordination der Presse- und Öffentlichkeitsarbeit der Bundeswehr der einzelnen Teilstreitkräfte (TSK) und Organisationsbereiche, sowie der Wehrverwaltungen und des Bereiches Rüstung im Land.
- Beratung der übenden Truppe in landesspezifischen Umweltschutzfragen.
- Wahrnehmung der Aufgaben des Standortältesten.